# Ryszard Kiwerski
 (mai 2017).
Ryszard (Richard) Franciszek Kiwerski est un artiste peintre, graphiste, affichiste polonais né le 24 mai 1930 à Szczepice en Pologne et est mort le 20 décembre 2015 à Boulogne-Billancourt. Il a passé la majeure partie de sa vie en France. 
Il est l'inventeur de la Parapeinture (la peinture du soleil) et des Artogrammes. Il est surnommé le Peintre du Soleil.

## Biographie

### Enfance et racines
Fils de Ludwik, Włodzimierz Kiwerski (blason Jastrzębiec) (1895 - 1976) et Maria Piedzicka (blason Topacz) (1900 - 1991), et troisième d'une famille de cinq enfants : Teresa, Krzysztof, Maria et Włodzimierz.

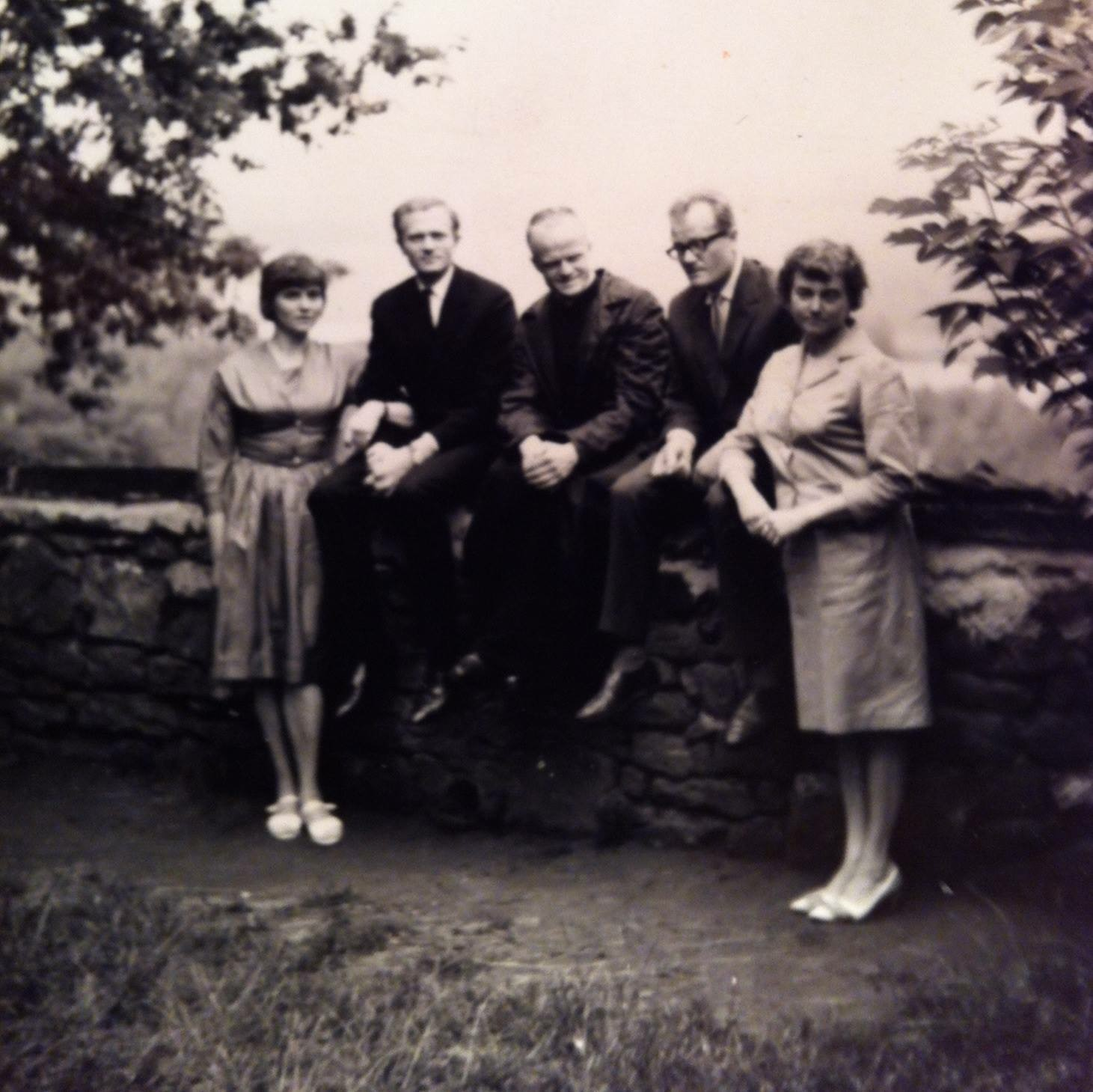
La fratrie Kiwerski : Teresa, Ryszard, Włodzimierz, Krzysztof, Maria

Ses grands-parents venaient de la région de Kiwerc – territoires correspondant à l’Ukraine d'aujourd'hui. Ryszard Kiwerski a passé sa jeunesse sur la succession familiale de près de 2000 ha à Szczepice (aujourd'hui Kujawsko-Pomorskie) que dirigeait son père ingénieur agricole.
En 1945, à ses quinze ans, il est assis pour la première fois dans un banc d'école classique. Dans les années d’avant-guerre une tutrice lui enseignait à domicile ainsi qu'à ses frères et sœurs.
Ce fut à Tomaszów Mazowiecki où la famille a déménagé après la confiscation de leurs biens à la suite de la réforme agraire.
Il a étudié à l'école Święta Góra, couvent pour hommes à Gostyń à côté de Poznań, où la plus grande coupole baroque de Pologne de la basilique de Święta Góra l'inspire déjà quant à sa future orientation scolaire et sa passion pour les cathédrales et architectures religieuses. Il est alors persécuté par les autorités communistes (U.B) et doit s'exiler à nouveau avec ses parents à cause de la police secrète dont les interrogatoires continuèrent. Ce n'est qu'à Mariówka, près de Przesuchy où il passe son bac dans un internat qu'il n'est plus questionné par le régime. Pendant toute la durée de l'occupation, il poursuit ses études dans la mesure du possible sous la conspiration. (Il le raconte dans son article : Jak zostalam konfidentem UB (Comment je suis devenu informateur de l'U.B) dans Gazeta Polska en 1995) 
Dans les années 1950-1955, il étudie l'histoire de l’art à l'Université Catholique Jean-Paul II de Lublin (KUL - Katolicki Uniwersytet Lubelski) pendant 5 ans. 
Une influence très importante sur les décisions de Ryszard Kiwerski concernant son choix d’études d’histoire de l’art au KUL provient de ses expériences d'enfance et de jeunesse qui coïncident avec les années de la Seconde Guerre mondiale et celles d’après-guerre.

### Le Groupe Zamek - Grupa Zamek
Ryszard Kiwerski co-fonde le Cercle des jeunes artistes (K.M.P - Koła Młodych Plastyków). 
Il a été très actif dans le Groupe Zamek (Grupa Zamek) fondé en 1957 à Lublin. (Zamek voulant dire Château) 
Groupe d'avant-garde exprimant une forte révolte contre le Soc-réalisme et la censure en Pologne. Aux côtés d'artistes tels que Jerzy Ludwiński, Włodzimierz Borowski, Tytus Dzieduszycki et Jan Ziemski, il s'est battu pour la liberté d'expression, alors empêchée par le communisme. 
Dans les années 1950 - 60 le groupe Zamek a exposé dans plusieurs galeries polonaises (Białystok, Cracovie, Lublin, Varsovie) et à Paris : 
En mai 1956, Le Club des Ouvriers de la Culture et des Associations Artistiques (Klub Pracowników Kultury i Stowarzyszeń Twórczych) à Lublin a organisé la première exposition du Cercle des Jeunes Artistes (Koła Młodych Plastyków) à laquelle ont participé : Włodzimierz Borowski, Maria Dzibińska, Tytus Dzieduszycki, Ryszard Kiwerski, Mirosław Komenedecki, Leszek Kosiński, Krzysztof Kurzątkowski, Kamila Michalczuk, Stanisław Michalczuk, Stanisław Siuda, Janina Stasiakówna, Józef Tarłowski, Maria Urban, Henryk Wolanin, Przemysław Zwoliński.
le 6 mai 1957, pour la première fois les mêmes artistes exposent sous le nom de Groupe Zamek, dans la Galerie « Krzywe KoƗo » à Varsovie. 
Expositions renouvelées en septembre 1958 et en décembre dans le Palais de l'Art (Pałac Sztuki) de Cracovie et en 1959 dans le Musée National « Zachęta » de Varsovie avec Włodzimierz Borowski, Jerzy Durakiewicz, Tytus Dzieduszycki, Ryszard Kiwerski et Jan Ziemski.
Au cours de son activité au K.M.P et au sein du groupe Zamek Ryszard Kiwerski exerçait la peinture, des collages et assemblages.
La quête artistique de Kiwerski se caractérise bien dans son œuvre « Trucizna zabija powoli » (« le poison tue lentement ») (1955), qui a été créé à la suite de sa recherche d'une liberté expression forte.
Peu de temps après le peintre a essayé de créer des tableaux dans l'esprit du surréalisme comme dans « Kobieta i Mrówka » (« La femme et la fourmi ») (1957) : La composition présente un portrait stylisé d'une femme sur un fond neutre couleur brique. Cette mise en page claire et simple se complique grâce à un élément surréaliste – une fourmi de taille surnaturelle apparaît à côté du visage de la femme.
À la fin des années cinquante, Ryszard Kiwerski a changé son style et crée des tableaux abstraits suggestifs de nature structurelle « Łzy czyli zły » (« larmes donc colère ») (1958), exécuté méticuleusement selon la facture du groupe Zamek exprimé dans le travail de Borowski, Dzieduszycki i Ziemski.

### Varsovie et la période Affiches de cinéma
Après deux ans à Mazury, il déménage à Varsovie où il combine son activité artistique principalement d’illustrateur et de designer avec des activités éducatives et d'animations (au Museobus notamment).
Puis il est engagé comme enseignant au service éducatif du Musée d'art contemporain Zachęta où il est entre autres, organisateur de projections de films sur l'art. Après deux ans, il commence à travailler dans le service éducatif du Musée National de Varsovie. Il y organise des conférences à l'aide de diapositives couleur. Après deux ans, il évolue au Ministère de la Culture de l'Hôtel de ville de Varsovie (Wydziału Kultury Stołecznej Rady Narodowej), où il devient spécialiste de la conservation des monuments urbains et de l'achat d'œuvres d'artistes contemporains. 
Dans les années suivantes, l'artiste poursuit un travail d'illustrations, de photomontages et de plans de publicité pour la presse et télévision polonaises, ainsi qu'un travail de création d'affiches de films étrangers (FCF).
Son affiche la plus emblématique date de 1970 et illustre La Fureur de Vivre (Rebel Without a Cause de Nicolas Rey - 1955) - titré en polonais Buntownik bez powodu. Elle a été décrite par la Cinémathèque Française le 6 janvier 2016 comme « un photomontage surréaliste, aussi caractéristique de ses nombreuses affiches de films qu'éloigné de l'imagerie de la promotion des années cinquante. Scènes de bagarre, souvent à l'arme blanche, et duels sous forme de courses de voitures sont alors autant de motifs iconographiques récurrents employés pour identifier ce genre florissant. Quinze ans plus tard, en Pologne, pas de duel au couteau, ni de James Dean dans son éternel blouson rouge comme sur les affiches original de La Fureur de vivre, mais une mise en avant percutante d'une scène de course qui tourne mal ».
Il a également illustré bon nombre d'affiches de films français, russes, italiens, bulgares, anglais, japonais... (Lo straniero / The Stranger de luciano Visconti, Smic Smac Smoc de Claude Lelouch, Lord of the Flies / Sa majesté des Mouches de Peter Brook, Kuroneko / The Black Cat de Kaneto Shindo, Born Losers de Tom Laughlin...).

### Paris et la période Parapeinture et Artogrammes
Dans les années 1970, il quitte la Pologne et s’installe à Paris. 
En 1975, Ryszard Kiwerski a remporté une médaille d'or pour les affiches exposées au Festival de Cannes en France. 
Ses affiches ont été exposées à plusieurs reprises à Paris et en Province. Elles se trouvent actuellement dans les archives des collections du Centre Georges Pompidou dans les bibliothèques Forney et l'Arsenal, à la Cinémathèque de Paris, ainsi que dans des collections privées ou encore les musées de Wilanów, Lódz et Poznań. 
À la fin des années 1990, Ryszard Kiwerski revient à la peinture à ses 75 ans. Il est l’inventeur d’un concept artistique appelé la Parapeinture, qui illustre les mouvements des rayons du soleil, qu'il étudiera les dix dernières années de sa vie.
Ces œuvres sont la retranscription littérale de ces petites ombres qui se dessinent sur les toiles qu'il pose à même la table ou le sol. On pourrait dire que ses tableaux sont le résultat de l’observation de la lumière, un registre des changements qui se produisent en elle, et donc l'enregistrement du passage du temps, un signe tangible de la circulation de la Terre autour du soleil.
Techniquement, il se saisit d’un crayon et reproduit les contours de ces ombres projetées par le soleil, inspiré principalement des effets fugaces de la lumière.
Puis il y apporte couleurs et profondeur à l'aide d'acrylique, de peintures métallisées, de feutres fluo et leur donne une esthétique géométrique et graphique. Son approche picturale et scientifique est l'expression artistique de ses recherches sur le temps, la vie, la mort. 
Les fondements de sa réflexion sont : le temps, l’espace, le mouvement, la lumière, la géométrie, les mathématiques, la perspective, l’astronomie, l’astrophysique, l’art, l’esthétique, la couleur, la composition, la forme, le récit, et l’architecture.
(référence à son article : Życie i śmierć (la vie et la mort) dans Głos Katolicki - mission catholique polonaise en 2000)

« La surface du globe est un seul et grand tableau virtuel. Je pose la toile sur le sol et le soleil dicte sa composition. 
Au fur et à mesure que sa trajectoire avance, la scène évolue. Entre chaque distance, il y a le temps »

— explique Richard Kiwerski.
Les 30 novembre et 1er décembre 2007 a lieu la rétrospective du Groupe Zamek à Lódz, à l'occasion de la célébration du cinquantième anniversaire du groupe, organisé par Katedrę Historii Sztuki Współczesnej KUL à laquelle assiste Ryszard Kiwerski et où il présente ses œuvres de Parapeinture dans le cadre d'une exposition personnelle. Catalogue.
Référence aux deux tomes consacrés à l'histoire du groupe : Grupa Zamek. Historia - krytyka - sztuka (Histoire, critique, art) et Grupa Zamek. Konteksty - wspomninia - archiwalia (Contexte, souvenirs, archives).

### Les Artogrammes
Plus tard vers 2007, Ryszard Kiwerski invente les Artogrammes, tableaux que l'on peut lire tels des anagrammes, de gauche à droite et inversement en symétrie parfaite ou inversée. Le principe est souvent appliqué jusqu'à la signature.
À l'image d'un « renversement de lettres », la construction est fondée sur une figure de style qui inverse ou permute les lettres d'un mot ou d'un groupe de mots pour en extraire un sens ou un mot nouveau.
Installé au Pont-de-Sèvres, il participe à de nombreuses expositions organisées par sa ville de Boulogne-Billancourt. (Exposez vos talents! - Portes ouvertes d'ateliers d'artistes de 2010 à 2015 ainsi qu'à l'Hôtel de Ville de Boulogne et autres lieux collectifs - salle du Parchamp par exemple)
(référence à l'article : Les ateliers d'artistes, Richard Kiwerski, peintre du soleil dans Boulogne Billancourt Information en 2006).
Parallèlement, il conserve chacune de ses palette. Utilisées à la réalisation de ses tableaux, elles deviennent des œuvres à elles seules. Elles compilent ses camaïeux et ce, étrangement, sous une forme parfaitement ronde...
Anticonformiste, Ryszard Kiwerski aime intervenir dans la rue, hors du système de l'art. Il est donc aussi à l’initiative d’une quarantaine d’expositions et d'installations éphémères sur les murs et sols parisiens (Place de la Concorde, jardins de l'île Seguin, anciens espaces des usines Renault...).
Il imagine des concepts d'expositions atypiques qui jouent sur l'espace et le temps et que son grand âge ne lui permet pas de réaliser (expositions « minute », expositions « mètre cube », expositions « monumentales », expositions « colonnes »).
Ryszard Kiwerski décède le 20 décembre 2015 à Boulogne-Billancourt en France. Sa messe d'au revoir est célébrée le 23 décembre 2015 à L'église Saint Eustache à Paris.
Il est enterré au cimetière de Tomaszów Mazowiecki en Pologne.

## Prix et distinctions
En 1975, il a remporté une médaille d'or pour les affiches exposées au Festival de Cannes en France